# Colombiès

Colombiès este o comună în departamentul Aveyron din sudul Franței. În 1 ianuarie 2022 avea o populație de 880 de locuitori.